# روبرت جي. هيلي
روبرت جي. هيلي هو سياسي أمريكي، ولد في 3 مايو 1957 في بروفيدنس في الولايات المتحدة، وتوفي في 20 مارس 2016 في بارينغتون في الولايات المتحدة بسبب نوبة قلبية. نشط حزبياً في مستقل.

## وصلات خارجية
- الموقع الرسمي